# 小鸡爪槭
小鸡爪槭（学名：Acer palmatum var. thunbergii）为槭树科槭属下的一个变种。

## 扩展阅读
- 維基物種上的相關：小鸡爪槭